# João Paulo Fernandes
Joao Paulo Fernandes (ur. 11 sierpnia 1984 w Vale de Cambra) – portugalski niepełnosprawny sportowiec, uprawiający boccię. Trzykrotny mistrz paraolimpijski (2-krotnie indywidualny i raz drużynowy).

## Medale Igrzysk Paraolimpijskich

### 2008
- - Boccia - indywidualnie - BC1
- - Boccia - zespoły - BC 1-2

### 2004
- - Boccia - indywidualnie - BC1
- - Boccia - zespoły - BC 1-2